# Пардубички крај
Пардубички крај (чеш. Pardubický kraj) је један од 13 чешких крајева, највиших подручних самоуправних јединица у Чешкој Републици. Управно седиште краја је град Пардубице, а други већи градови на подручју овог краја су Хрудим и Свитави.
Површина краја је 4.519 км², а по процени са почетка 2009. године. Пардубички крај има 547.296 становника.

## Положај
Пардубички крај је смештен у средишњем делу Чешке и погранични је кратком границом на северу.
Са других страна њега окружују:
- ка северу: Краловехрадецки крај
- ка североистоку: Пољска (Војводство Доње Шлеско)
- ка југу: Оломоуцки крај
- ка југоистоку: Јужноморавски крај
- ка југозападу: Крај Височина
- ка западу: Централночешки крај

## Природни услови
Пардубички крај припада већим, западним делом историјској земљи Чешкој (Бохемији), док мали, источни део припада историјској земљи Моравској. Крај обухвата махом брдско и планинско подручје у горњем делу слива реке Лабе. На западу се протеже Средњочешко побрђе, које ка истоку постепено прелази у Моравску. На североистоку се издиже планина Кралички Снешник, док се на југу издижу Железне горе.

## Становништво
По последњој званичној процени са почетка 2009. године. Пардубички крај има 547.296 становника. Последњих година број становника стагнира.

## Подела на округе и важни градови

### Окрузи
Пардубички крај се дели на 4 округа (чеш. Okres):
1. Округ Пардубице - седиште Пардубице,
2. Округ Свитави - седиште Свитави,
3. Округ Усти на Орлици - седиште Усти на Орлици,
4. Округ Хрудим - седиште Хрудим.

### Градови
Већи градови на подручју краја су:
- Пардубице - 90.000 становника
- Хрудим - 23.000 становника
- Свитави - 17.000 становника
- Чешка Требова - 17.000 становника
- Усти на Орлици - 15.000 становника
- Високе Мито - 13.000 становника
- Моравска Требова - 11.000 становника
- Литомишл - 10.000 становника
- Хлинско - 10.000 становника
- Ланшкроун - 10.000 становника

## Додатно погледати
- Чешки крајеви
- Списак градова у Чешкој Републици